# Rarosaurus singularis
Il rarosauro (Rarosaurus singularis) è un rettile acquatico estinto, appartenente ai plesiosauri. Visse alla fine del Cretaceo superiore (Maastrichtiano, circa 66 milioni di anni fa) e i suoi resti fossili sono stati ritrovati in Giordania. Rappresenta uno degli ultimi plesiosauri conosciuti.

## Descrizione
Tutto quello che si conosce di questo animale è il fossile della parte anteriore di un cranio, molto ben conservata e comprendente alcuni denti. Il fossile, lungo una ventina di centimetri, è estremamente allungato e la superficie delle ossa è finemente scolpita da una grande quantità di minuscoli fori e scanalature. I denti non sono molto lunghi, a sezione circolare, di forma conica e relativamente sottili. Il primo dente della mandibola sporge molto in avanti. 
Dal raffronto con i fossili di altre forme simili, si suppone che Rarosaurus fosse un plesiosauro di piccole dimensioni, lungo forse tre metri, dotato di un collo corto e di un cranio estremamente allungato e sottile. Le zampe, come in tutti i plesiosauri, erano trasformate in strutture simili a pinne.

## Classificazione
Rarosaurus, proveniente dalla Muwaqqar Chalk Formation nella zona di Harrana, è stato descritto per la prima volta nel 2009, ed è stato attribuito alla famiglia dei policotilidi. Essi erano un gruppo di plesiosauri di piccole dimensioni, caratterizzati da crani lunghi e sottili. All'interno della famiglia, Rarosaurus potrebbe essere stato molto simile a Dolichorhynchops, vissuto qualche milione di anni prima: i denti delle due forme sono molto simili, anche se Rarosaurus era dotato di tubercoli che sostenevano i denti, al contrario degli altri policotilidi. Analogie sono state riscontrate anche con Thililua, proveniente dal Marocco (in strati molto più antichi), a causa delle simili scanalature sui denti.

## Significato del nome
Il nome Rarosaurus significa "lucertola rara" e si riferisce all'estrema rarità dei fossili di plesiosauri nella zona di Harrana. L'epiteto specifico, singularis, si riferisce al fatto che il fossile di Rarosaurus, al momento della descrizione, era l'unico resto di plesiosauro proveniente dalla formazione.